# Mama Loves Papa (film, 1933)
Pour les articles homonymes, voir Mama Loves Papa.
Pour plus de détails, voir Fiche technique et Distribution.
Mama Loves Papa est un film américain réalisé par Norman Z. McLeod, sorti en 1933.

## Synopsis
Alors que Wilbur Todd est satisfait de sa vie de classe moyenne, sa femme Jessie aspire à un statut social plus élevé. Elle insiste pour qu'il porte de beaux vêtements car elle pense que les vêtements font l'homme. Lorsque ses nouveaux vêtements étranges suscitent la dérision plutôt que l'admiration et qu'il en a assez des remarques incessantes de sa femme, Wilbur part dans une virée alcoolisée et se lie innocemment avec une fille du village, Mme McIntosh.

## Fiche technique
- Titre français : Mama Loves Papa
- Réalisation : Norman Z. McLeod
- Scénario : Douglas MacLean, Keene Thompson, Nunnally Johnson et Arthur Kober
- Photographie : Gilbert Warrenton
- Montage : Richard C. Currier
- Société de production : Paramount Pictures
- Pays d'origine : États-Unis
- Format : Noir et blanc - 1,37:1 - Mono
- Genre : comédie
- Date de sortie : 1933

## Distribution
- Charles Ruggles : Wilbur Todd
- Mary Boland : Jessie Todd
- Lilyan Tashman : Mme McIntosh
- George Barbier : Mr Kirkwood
- Walter Catlett : Tom Walker
- Morgan Wallace : Mr McIntosh
- Ruth Warren : Sara Walker
- George Beranger : Basil Pew
- Tom Ricketts : Mr. Pierrepont
- Warner Richmond : le radical
- Frank Sheridan : le maire
- Tom McGuire : O'Leary
- Gail Patrick (non créditée)